# 長万部中央商店街
長万部中央商店街（おしゃまんべちゅうおうしょうてんがい）は、北海道山越郡長万部町にある本町通沿いの商店街。

## 概要
- 周辺一帯は市街地である。役場や銀行、郵便局などの公共施設の一部も商店街に点在する。
- 長万部バイパスが開通する前までは国道5号・37号・230号線重複区間だった。
- 平成18年度より毎年、現在町道である本町通を道道へ昇格･拡幅を北海道へ要望している。
- 道道昇格については国道5号線の旭浜交差点から南下し、本町通の長万部駅前交差点までの区間のみを予定しており、以南の大町地区は該当しない。

## 範囲
長万部町元町から長万部町本町を経由し長万部町大町までの本町通沿い（商店街の一つ海側の通りは飲食店が並ぶ）。

## アクセス
JR北海道函館本線・室蘭本線長万部駅から徒歩

## 商店街の店舗
観光協会や商工会に加盟していない店舗も記載
- ラルズマート長万部店
- ツルハドラッグ長万部店
- 北洋銀行長万部支店
- 北海道信用金庫長万部支店
- 長万部郵便局
- セブンイレブン長万部店

### 美容院・理容室
- すずき美容室
- カットハウス髪切虫
- ちょっきん
- ビューティーサロンおおはし
- ヘアーサロンヤマダ
- 北山理容院
- ヤマダ理容店
- 橋本理容院
- ビューティーハウスもりさわ
- ハッピー美容室
- 亜紀美容室
- チヤイム美容室
- リラ美容室

### 飲食店・食品関係
- GRASS
- DELI57
- 有限会社かにめし本舗かなや
- ふぁみりー居酒屋おどろ木
- 甘太郎食堂
- 菊善
- カネカツかなや食堂
- シャンティー
- 大虎飯店
- 合田そば店
- アリス喫茶/ジョイパーク長万部店
- 天ぷら店幹
- こだわり
- 幸寿司
- 焼肉章力
- 居酒屋いちろ
- 居酒屋呑季
- 寛や
- BLACK
- 大昌園
- アマンドにしだ
- 野呂商店
- 喫茶はびび
- 松浦商店
- サンミート木村
- 木戸商店
- スナックピノキオ

### 日用品
- 赤塚商会
- 赤塚電機
- 坂下生花店
- ファッションカトウ（パピヨン）
- おしゃれしょっぷもり
- 山崎電気商会
- 柴山保険事務所
- まるはな生花店
- 森時計店
- 五島時計店
- 小泉写真館
- すずき写真館
- おしゃまんべ交通
- 長万部町観光協会
- 民宿シャマンの里
- 白鳥ふとん店
- 横手ふとん店
- 白鳥クリーニング店
- 山本ドライクリーニング
- かなやかなもの店
- 大橋典礼社
- 木下洋品店
- 松浪電気商会
- NPOおしゃまんべ夢倶楽部
- 佐々木茶舗
- 阿部鉄工所
- 富士電気商会
- 仕出し弁当寿美勢　浜谷
- 長万部町勤労者研修センター
- 五島商店
- 賀久子美容院
- 井上司法書士
- ヤマハ音楽教室　長万部教室
- 道縁不動産
- ミエダはきもの店
- 学習塾ワンゼミグループ　長万部教室
- あやめ歯科
- 相木内装
- とこやのイとウ

### その他
- 長万部町立長万部小学校
- 長万部町役場
- 多目的活動センターあつまんべ・長万部町商工会議所
- 長万部駅

## ここで行われる祭り等
- 飯生神社例大祭夜みこし行列